# 容赦なく
『容赦なく』（ようしゃなく、原題：Without Remorse）は、トム・クランシーによる小説。1993年刊行。2021年『ウィズアウト・リモース』として映画化された。

## 概要
ジャック・ライアンシリーズの一作だが、『クレムリンの枢機卿』『いま、そこにある危機』『レインボーシックス』などに登場するジョン・クラークが主人公となっているスピンオフ的な作品。執筆順ではシリーズ6作目に当たるが、シリーズ内での時間設定では最初の作品。元海軍特殊部隊（Navy SEALs）員であるジョン・ケリーが、CIA工作員ジョン・クラークを名乗るまでの過程を描いている。

## あらすじ
元アメリカ海軍特殊部隊（Navy SEALs）のジョン・ケリーは、妊娠中の妻を不慮の交通事故で亡くし失意の中にいた。彼はある時、郊外の道端をひとり歩いていたパムという少女と出会う。パムは家出していたところを売春の元締めに拾われ、売春と麻薬中毒を強いられていたが、他の少女の死を目の当たりにしたことで脱出したのだった。ケリーは彼女をかくまい、偶然知り合った医師夫婦の助力を得て彼女の治療を手助け、徐々に心の平穏を取り戻しつつあった。しかし麻薬密売の実態を調べに行った際にパムの顔を見られ、逃走中に銃撃されて昏倒し、その間にさらわれたパムは殺害されてしまう。復讐を誓ったケリーはリハビリに努め、退院すると密売人らを秘密裏に私刑していく。彼は襲撃の場に居合わせたもう一人の少女を救出し、入院中に知り合った看護師サンディに保護を依頼する。
そのころCIA本部はある北ベトナムの収容所に、戦死したと思われていた友軍の捕虜が捕らえられていることを察知していた。ボブ・リッターが救出作戦の計画を立案し、現地を知るケリーに白羽の矢を立てる。ケリーは密売人の処刑作戦をいったん中断し、民間コンサルタントとして作戦成功の可能性について分析し、作戦が発動されると救出部隊の訓練にも参加する。ついに部隊はベトナムに派遣され、同行したケリーは先遣斥候として単身北ベトナムに上陸し、収容所に迫って味方の誘導に備える。しかし情報はアメリカ政府内からソ連側に漏れており、ベトナム軍が急遽防備を固めたためケリーは作戦中止を決断、ヘリコプターで発進していた襲撃部隊も呼び戻される。ケリーは脱出する際、捕虜の尋問を担当していたロシアの空軍大佐に遭遇、彼を捕らえて連行する。捕虜救出をあきらめないリッターは、ロシア空軍大佐を利用してKGBと交渉に入りつつ、情報の漏洩源を探る。
アメリカに戻ったケリーは密売人らの私刑を再開するが、二人目の少女は実家に戻った後で殺害されていた。警察内に麻薬組織と通じる者がいたのだった。またケリーは捕らえた売人を拷問にかけ、東南アジア産らしい麻薬が国内に持ち込まれる手口をつかむ。そんな中、ボルチモア市警察のライアン警部補は、一連の「透明人間」による殺人事件を捜査する過程でケリーの存在に気付き始める。

## 登場人物
- ジョン・ケリー - 元Navy SEALsの特殊部隊員。除隊後は海軍の伝手で手に入れた小島に住み、水中爆破の仕事で生計を立てている。卓越した戦闘能力や判断力を見込まれ、物語の終盤にCIAにスカウトされ工作員となる。本名ジョン・テレンス・ケリー、後のジョン・クラーク。
- ロバート・リッター - CIA本部の工作担当。ベトナム捕虜救出作戦を立案する。
- エメット・ライアン - ボルチモア市警察の警部補。ジャックの父親。
- ジャック・ライアン - 作中で1歳のジャックが描かれる。

## 書誌情報
トム・クランシー『容赦なく』新潮社〈新潮文庫〉上・下
1. 容赦なく〈上〉1996年3月28日発売[2]、ISBN 4102472037、ISBN 978-4102472033
2. 容赦なく〈下〉1996年3月28日発売[3]、ISBN 4102472045、ISBN 978-4102472040

## 映画化
『ウィズアウト・リモース』が2020年に全米で公開予定であったが、新型コロナウィルスの影響で劇場公開は見送られ、2021年4月30日にAmazonプライム・ビデオから独占配信された
。ジョン・クラークをマイケル・B・ジョーダン、ロバート・リッターをジェイミー・ベルが演じる。監督をステファノ・ソリマ、脚本をテイラー・シェリダンが担当する。
原作からの変更点としてパムがケリーの妻となっているほか、復讐対象が麻薬密売人からFSBになっていることが挙げられる。